# Галерейна зброя

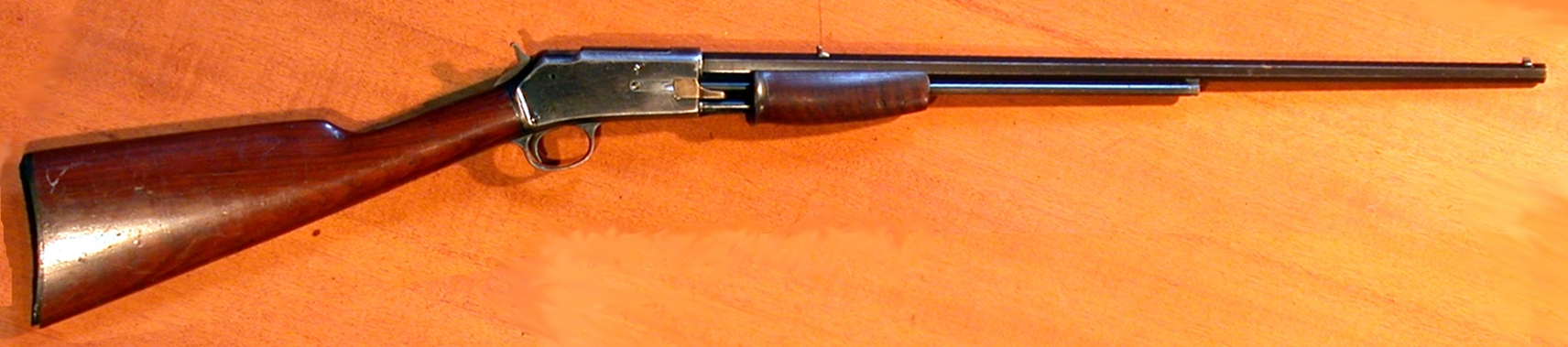
Салонна рушниця Colt Lightning

Галерейна зброя, зброя Флобера, салонна зброя або салунна зброя це різновид вогнепальної зброї, яку розробили для цільової стрільби в приміщеннях. Вперше таку зброю створив у 1845 році французький винахідник Луї-Ніколя Флобер під винайдений ним унітарний набій кільцевого запалення змінивши ударний капсуль таким чином, що той міг утримувати невелику свинцеву кулю. В 19-му столітті, галерейна зброя зазвичай представляла собою помпові рушниці під набій .22 Short. Галерейну зброю випускають і в наш час, хоча наприкінці 20-го століття, її дещо потіснила пневматична зброя.

## Галерейна зброя

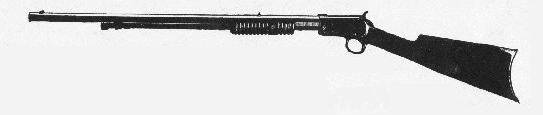
Галерейна гвинтівка Winchester Model 1890

Галерейна зброя має невеликий калібр, є однозарядною або помповою, заряджається зазвичай набоями .22 Short. Найбільш популярними є Winchester Модель 1890, карабін Colt Lightning, Gevarm та Winchester Модель 62. Домашні тири та галереї почали занепадати на початку 20-го століття. Проте, галерейну зброю почали використовувати в стрілецьких галереях на ярмарках, карнавалах та в парках розваг. Наприкінці 20-го століття галерейну зброю значно потіснила пневматична зброя. Галерейну зброю випускають і до тепер, хоча її в основному використовують для розважальної стрільби та полювання на дрібну дичину.

## Зброя Флобера

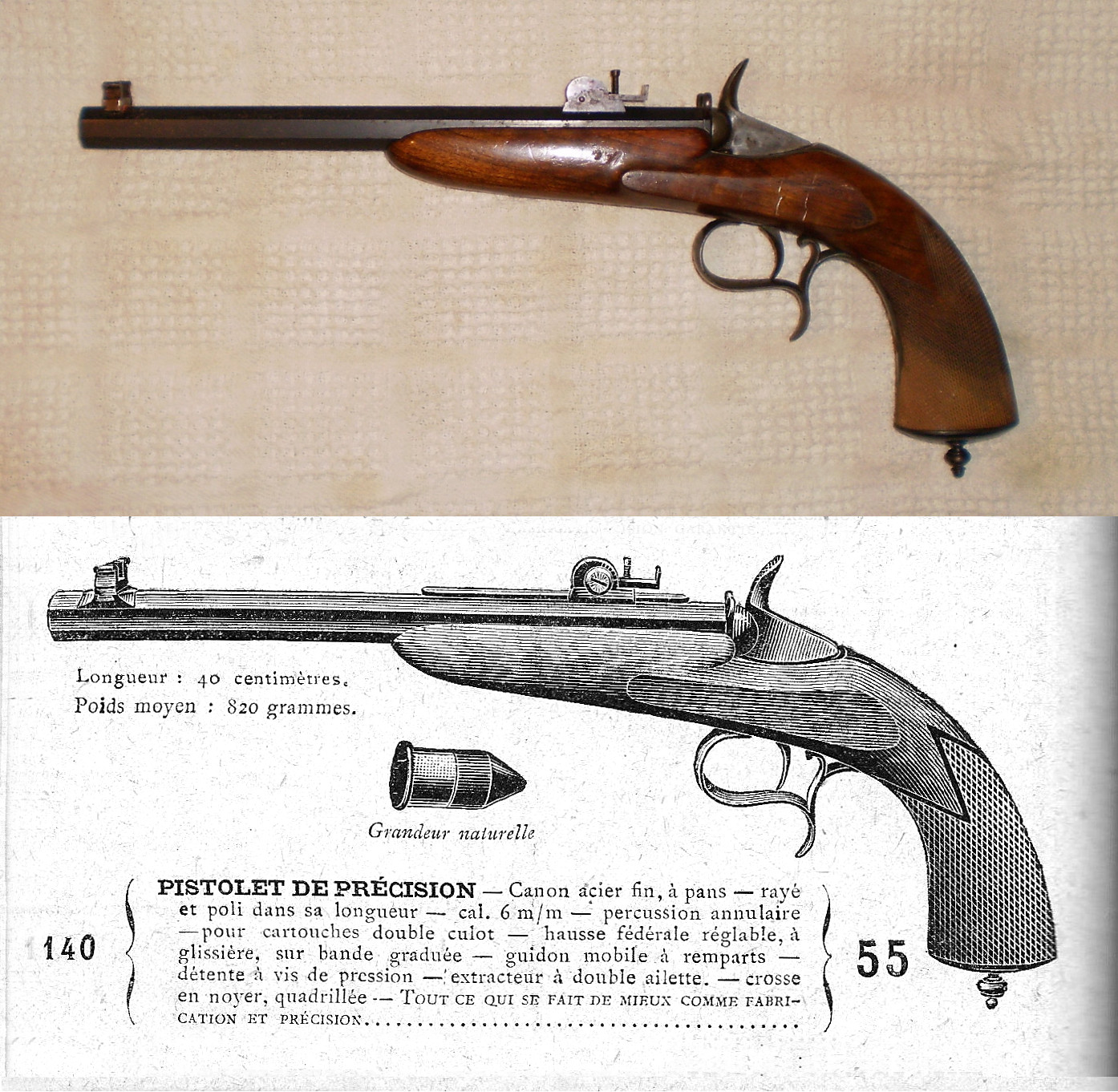
Зображення 6мм пістолета Флобера, разом з описом в каталозі 1912 року Manufacture Française d'Armes et de Cycles de Saint Étienne

Француз Луї-Нікола Флобер винайшов перший унітарний набій кільцевого запалення в 1845 році. Набій 6мм Флобер складався з ударного капсулю до якого згори було прикріплено кулю. Набої не містили пороху, єдиним метальним зарядом була суміш в ударному капсулі. В Європі набої .22 BB cap (представлено в 1845 році) та дещо потужніший .22 CB cap (представлено в 1888 році) отримали назву "6mm Flobert" і по суті є одним набоєм. Ці набої мають відносно низьку швидкість приблизно від 213 до 244 м/с. Флобер також розробив під ці набої зброю яку назвав "parlor guns" (салонна зброя), оскільки ці пістолети та гвинтівки призначалися для стрільби в стрілецьких салонах великих будинків.

## Салонні пістолети

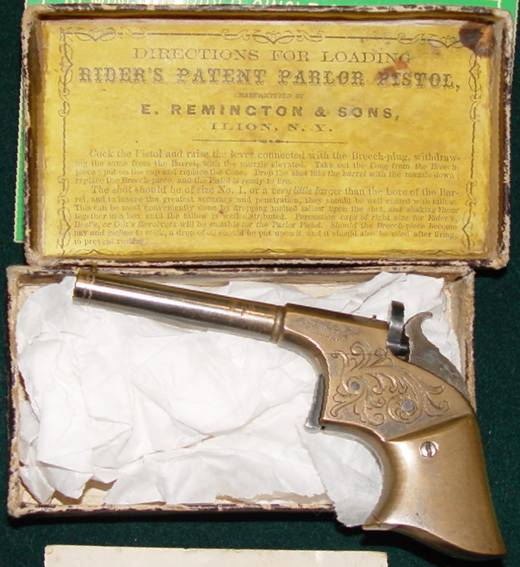
Однозарядний пістолет Remington Rider

Салонні пістолети стали модними в середині 19-го століття; зазвичай вони мали важкі стволи і невеликі калібри. Їх використовували для цільової стрільби в спеціальних салонах або галереях. Найбільш відомим салонним американським пістолетом був однозарядний пістолет Remington Rider.

## Салунна зброя
Салунна зброя гладкоствольною і могла стріляти набоями 6мм Флобер, але цей термін можна віднести і до вогнепальної зброї великого калібру в ствол якої вставляли трубку Морріса, що давало змогу використовувати цю зброю для стрільби в стрілецьких галереях будівель. Трубка Морріса була зроблена відповідно до форми набою, яким зброя була здатна стріляти, а середині трубка мала невелику камору під дрібнокаліберний набій (зазвичай .255 Morris).